# الإقرارات الضريبية لدونالد ترامب
رفض دونالد ترمب، الرئيس المنتخب للولايات المتحدة، بشكل مثير للجدل الكشف عن إقراراته الضريبية بعد انتخابه رئيسًا للمرة الأولى في عام 2016، على الرغم من أنه وعد بذلك أثناء حملته الانتخابية. حصل المدعي العام لمنطقة مانهاتن على معلومات ضريبية عن ترمب على مدى عدة سنوات في عام 2021، وحصلت لجنة الوسائل والطرق التابعة لمجلس النواب الأمريكي على ست سنوات من إقراراته الضريبية وأصدرتها في أواخر عام 2022.
ادعى ترمب مرارًا وتكرارًا أنه لا يستطيع إصدار الإقرارات الضريبية أثناء خضوعها للتدقيق من مصلحة الضرائب الداخلية (IRS). بعد فوز الديمقراطيين بالأغلبية في مجلس النواب في عام 2018، رفع ترمب دعوى قضائية لمنع إصدار إقراراته الضريبية من مصلحة الضرائب أو محاسبيه، والتي كان يسعى إليها بعض المسؤولين الحكوميين واللجان في الكونغرس. طلب المدعي العام في مانهاتن الحصول على السجلات كجزء من تحقيقه الجنائي في منظمة ترمب ( بخصوص استئناف دفع المال مقابل الصمت أثناء الحملة الرئاسية لعام 2016 والاحتيال الضريبي المزعوم) أمام المحكمة العليا الأمريكية، مما أدى إلى قرار عام 2020 برفض ادعاءات ترمب بأن الرئيس يتمتع بحصانة مطلقة من الإجراءات الجنائية. في فبراير 2021، قدمت شركة المحاسبة التابعة لترمب Mazars إلى المدعي العام ثماني سنوات من الإقرارات الضريبية لترمب.
طلب رئيس لجنة الوسائل والطرق ريتشارد نيل ست سنوات من سجلات ضرائب ترمب في مايو 2019؛ وبعد استنفاد الطعون، تلقى الوثائق في 30 نوفمبر 2022. بعد أربعة أسابيع، صوتت اللجنة بأغلبية 24 صوتًا مقابل 16 صوتًا على أسس حزبية لإصدار الإقرارات للجمهور، وهو ما حدث في 30 ديسمبر/كانون الأول. وجدت اللجنة أن مصلحة الضرائب فشلت في مراجعة ضرائب ترمب خلال العامين الأولين من رئاسته، وأن المراجعة الوحيدة التي أجريت خلال فترة ولايته لم تكتمل أبدًا.
استدعت لجنة الرقابة بمجلس النواب الأمريكي شركة مازارز للحصول على سجلات ضريبية وغيرها من السجلات المتعلقة بالتحقيق في سلوك ترمب في عام 2019؛ وأسفر الاستئناف إلى المحكمة العليا عن قرار يحدد الظروف التي يمكن للكونجرس أن يطلب فيها السجلات الرئاسية دون انتهاك الفصل بين السلطات. وفي نفس العام أقرت ولاية كاليفورنيا تشريعًا مؤقتًا يتطلب من المرشحين الرئاسيين إصدار إقرارات ضريبية للسماح بإدراجها في بطاقة الاقتراع في الانتخابات التمهيدية، وأقرت ولاية نيويورك قانونًا يسمح بإصدار إقرارات الضرائب الحكومية إلى اللجان الكونغرسية.

## تاريخ الجدل
بينما كان دونالد ترمب يفكر في الترشح للرئاسة تحت قيادة حزب الإصلاح في عام 1999، قال إنه "ربما لن تكون لديه مشكلة" في الكشف عن إقراراته الضريبية إذا ترشح.
وقال ترمب إنه عندما قدم الرئيس باراك أوباما "شهادة ميلاده" ... أود أن أقدم إقراراتي الضريبية" في أبريل/نيسان 2011. ثم صدرت شهادة ميلاد أوباما بعد أسبوع، بعدها قال ترمب إن إقراراته الضريبية سيتم إصدارها "في الوقت المناسب".
مدبرة منزل مهاجرة غير شرعية من كوستاريكا تعمل في نادي ترمب الوطني للغولف في بيدمينست، نيو جيرسي، كسبت 26792.90 دولارًا ودفعت ضرائب دخل فيدرالية أكثر مما دفع ترمب (0 دولار) في عام 2011.
سعى ترمب إلى إصدار الإقرارات الضريبية للمرشح الرئاسي الجمهوري ميت رومني في الأول من أبريل عام 2012، وهو "تاريخيًا الموعد الذي يمنحه الجميع له". وفي ذلك العام، قال ترمب أيضًا إن عدم الاطلاع على الإقرارات الضريبية للمرشحين الرئاسيين من شأنه أن يدفع الناس إلى الاعتقاد بأن "هناك شيئًا خاطئًا تقريبًا. ما هو الخطأ؟"
قال المستشار السياسي السابق لترمب سام نونبيرج في عامي 2013 و2014 إن ترمب كان قد فكر في إمكانية إصدار إقراراته الضريبية كجزء من حملة رئاسية، معتقدًا أن إظهار مقدار ما يدفعه من ضرائب سيجعله يبدو وكأنه رجل أعمال ذكي. وقال نونبيرج إنه بحلول نوفمبر/تشرين الثاني 2014، أقنع ترمب بعكس مساره وحجب إقراراته الضريبية، حيث قرر ترمب أنه "يريد أن يبدو ثريًا وليس ذكيًا". وقال ترمب في مايو 2014 أثناء مقابلة له: "إذا قررت الترشح لمنصب، فسوف أقدم إقراراتي الضريبية، بالتأكيد وسأحب أن أفعل ذلك".

### حملة 2016
قال ترمب إنه سيكشف عن إقراراته الضريبية إذا ترشح للرئاسة في فبراير 2015. وفي مناسبة أخرى في ذلك الشهر، أعلن: "ليس لدي أي اعتراض على إظهار الإقرارات الضريبية بالتأكيد". وفي وقت لاحق من فبراير 2015، حذر ترمب: "سأخبرك مقدمًا ... أريد أن أدفع أقل قدر ممكن من الضرائب كشخص عادي". في مايو/أيار 2016، أعرب ترمب عن مشاعر مماثلة، مشيرا إلى أنه يحاول "بكل جهده دفع أقل قدر ممكن من الضرائب". وانتقد ترمب المديرين التنفيذيين للشركات و"رجال صناديق التحوط" بسبب دفعهم ضرائب صفرية أو ضرائب ضئيلة للغاية في عام 2015. كما زعم في عامي 2011 و2012 أن نصف الأميركيين لا يدفعون ضرائب الدخل، قائلا: "إنها مشكلة"، في حين ألمح إلى الديون الحكومية "المشلولة". انتقد ترمب الرئيس أوباما لأنه "دفع" فقط معدل ضرائب يبلغ نحو 20% في عام 2012. أعلن ترمب ترشحه للرئاسة في يونيو 2015.
سأل تشاك تود ترمب عما إذا كان سيصدر إقراراته الضريبية في يناير 2016، فأجاب ترمب: "سنعمل على ذلك في الفترة الزمنية القادمة، تشاك. بالتأكيد... في الوقت المناسب، ستكون راضيًا جدًا." وقال إنه سيصدر إقراراته الضريبية "[ربما] خلال الأشهر القليلة القادمة. يجري العمل عليها الآن." وفي فبراير 2016، ادعى ترمب كذباً أنه لا يستطيع إصدار إقراراته الضريبية أثناء التدقيق. لا شيء يمنع دافع الضرائب من إصدار إقراراته الضريبية الخاصة؛ وقد أكدت مصلحة الضرائب أن الأفراد أحرار في مشاركة معلوماتهم الضريبية الخاصة. لقد أصدر كل رئيس منذ ريتشارد نيكسون فصاعدًا إقراراته الضريبية طواعية سنويًا، وتقوم مصلحة الضرائب تلقائيًا (منذ سبعينيات القرن العشرين) بمراجعة الإقرارات الضريبية للرؤساء ونواب الرؤساء.
وقال ترمب في مايو 2016 إنه لن ينشر إقراراته الضريبية قبل انتخابات نوفمبر 2016. وقال إنه "لا يوجد شيء يمكن تعلمه" من إقراراته الضريبية، وقال على قناة إيه بي سي نيوز إن معدل الضريبة الذي يدفعه "ليس من شأنك". لقد خالف رفض ترمب التقاليد، حيث أصدر جميع المرشحين الرئاسيين الرئيسيين منذ عام 1976 فصاعدًا إقراراتهم الضريبية.
وتعرض ترمب لانتقادات بسبب رفضه الكشف عن معلومات ضريبية. ووصف ميت رومني رفض ترمب بأنه "غير مؤهل" وقال إن السبب المنطقي الوحيد لترمب هو "وجود قنبلة فيها". وخشي جون فاند من ناشيونال ريفيو أن تحتوي الإقرارات على "قنبلة موقوتة" انتخابية ودعا مندوبي المؤتمر الجمهوري إلى الامتناع عن التصويت لصالح ترمب إذا لم ينشر المعلومات.
خلال المناظرات الرئاسية، انتقدت هيلاري كلينتون، منافسة ترمب، ترمب لعدم الكشف عن إقراراته الضريبية، قائلة إن "سنتين فقط" من إقرارات ترمب الضريبية كانت متاحة للجمهور، "وأظهرت أنه لم يدفع أي ضريبة دخل فيدرالية". ورد ترمب: "هذا يجعلني ذكيًا". ومضت كلينتون في الإشارة إلى أن ترمب ربما لم "يدفع أي ضريبة دخل فيدرالية لسنوات عديدة"؛ ورد ترمب قائلاً إن الضرائب التي دفعها "ستُهدر" من قبل الحكومة.

### انتخابات 2016 وما بعدها
تسربت أجزاء من المعلومات حول ضرائب ترمب في عدة مرات حول وقت انتخابه رئيسًا. في عام 2016، أفادت صحيفة واشنطن بوست عن مراجعة سابقة لإقرارات ترمب الضريبية للفترة من 2002 إلى 2008 من قبل مصلحة الضرائب الداخلية (IRS) والتي "أغلقت إداريًا بالاتفاق مع مصلحة الضرائب دون تقييم أو دفع، على أساس صافٍ، لأي نقص". ركزت المراجعة على الفشل المحتمل في الإبلاغ عن الديون الملغاة كدخل من قبل ترمب، وما إذا كان قد أجرى مبادلة الأسهم بالديون. يتكهن بعض محامي الضرائب بأن الحكومة ربما نجحت في نهاية المطاف في خفض ما كان ترمب قادرًا على المطالبة به كخسارة دون مطالبته بدفع أي ضرائب إضافية. ومن غير المعروف ما إذا كانت مصلحة الضرائب قد طعنت في استخدام ترمب لمبادلة الأسهم بالديون، وهي مناورة ذات شرعية مشكوك فيها. كان الكونغرس قد حظر في السابق عمليات مقايضة الأسهم بالديون من الشركات في عام 1993، ومن الشراكات مثل شراكة ترمب في عام 2004.

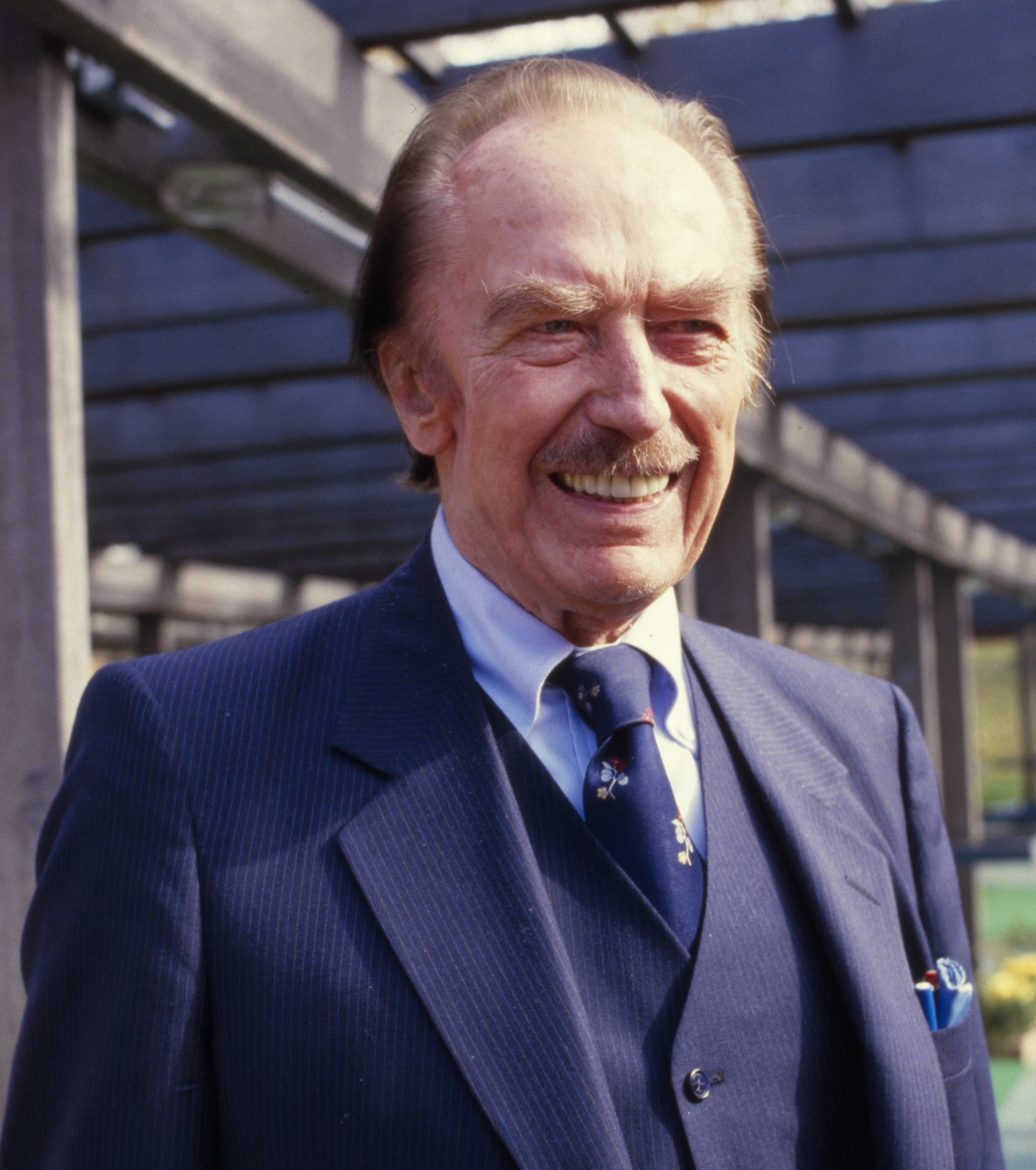
والد ترمب، فريد

وفي تسريبات منفصلة، قامت العديد من المؤسسات الإخبارية بفحص أجزاء من الإقرارات الضريبية لترمب لعامي 1995 و2005. في عام 2016، فحصت صحيفة نيويورك تايمز ثلاث صفحات من إقراراته المالية لعام 1995، ووجدت أنه في ذلك العام، أعلن عن خسارة تشغيلية صافية تزيد عن 500 مليون دولار. وبموجب المادة 172 من قانون الإيرادات الداخلية، حصل ترمب على 915.7 مليون دولار، خسارة صافية قدرها مليون دولار. نقلت هذه الخسارة لتعويض الدخل لمدة تصل إلى 18 عامًا بعد المطالبة بها في الأصل، وكان من الممكن أن تسمح له بعدم دفع أي ضرائب على الإطلاق عن تلك السنوات. في مارس 2017، حصل الصحفي ديفيد كاي جونستون على الصفحتين الأوليين من إقرارات ضريبة الدخل الفيدرالية لترمب لعام 2005، والتي سلمها إلى راشيل مادو وعرضت على قناة إم إس إن بي سي. أظهرت هذه الصفحات أن إجمالي دخل ترمب المعدل بلغ 153 مليون دولار، مع 103 مليون دولار خسائر؛ دفع 38 مليون دولار من الضرائب الفيدرالية، بما في ذلك 31 مليون دولار للضريبة الدنيا البديلة، والتي كان يسعى إلى إلغائها. ووصف البيت الأبيض الخسائر بأنها ناجمة عن "استهلاك واسع النطاق لأغراض البناء" وقال إن الإقرار "نُشر بشكل غير قانوني". وقال جونستون إن نشر النماذج كان قانونيًا لأنه لم يكن يبحث عنها و"ربما إرسلت من السيد ترمب نفسه". اعتقد فريق من صحفيي نيويورك تايمز، بما في ذلك سوزان كريج وديفيد بارستو، أن الدخل يبدو غير متسق مع أي من مشاريع ترمب المعروفة منذ ذلك الوقت، ويشتبهون في أنه قد يكون مرتبطًا ببيع الأصول الموروثة من والده، فريد ترمب، في عام 2004. أثار هذا تحقيقًا أوسع نطاقًا في شؤون فريد ودونالد ترمب المالية.
وباعتباره رئيسًا، واصل ترمب حجب إقراراته الضريبية. في مايو/أيار 2017، قال ترمب إنه "قد" ينشر إقراراته الضريبية فقط بعد تنحيه عن منصبه كرئيس. وكان هذا على الرغم من التزامه السابق الذي قطعه خلال حملته الانتخابية بالإفصاح عن إقراراته الضريبية بمجرد انتهاء خضوعها للتدقيق.
كشف تحقيق أجرته صحيفة نيويورك تايمز في شؤون مالية فريد ودونالد ترمب أنه على الرغم من ادعاءات الأخير بأنه ملياردير عصامي في عام 2018، إلا أنه تلقى في الواقع أكثر من 400 مليون دولار. وحصل على 1.2 مليار دولار (بأسعار عام 2018) من والده، معظمها بطرق تجنبه دفع ضريبة الهدايا أو الميراث. كان التقرير الذي بلغ عدد كلماته 13000 كلمة واحدًا من أطول المقالات الاستقصائية التي نشرتها صحيفة التايمز على الإطلاق.
أعلن المدعون الفيدراليون في 29 سبتمبر 2023 أنهم يتهمون شخصًا بتسريب البيانات من الإقرارات الضريبية لترمب أثناء عمله كمتعاقد مع مصلحة الضرائب من عام 2018 إلى عام 2020. في أكتوبر، أقر تشارلز ليتلجون بالذنب في قضية الكشف غير المصرح به عن الإقرارات الضريبية ومعلومات الإقرارات. في 29 يناير 2024، حصل على أقصى عقوبة ممكنة وهي خمس سنوات في السجن الفيدرالي وتغريمه 5000 دولار.
يمكن العثور على الإقرارات الضريبية لدونالد ترمب هنا، ولم يصدر زميله في الترشح جيه دي فانس إقراراته الضريبية، بينما أصدرت كامالا هاريس إقرارات ضريبية لعقدين من الزمن، بما في ذلك إقراراتها الأخيرة في أبريل.

## الاستدعاءات والتحقيقات

### لجنة الوسائل والطرق في مجلس النواب
بعد فوزهم بالسيطرة على مجلس النواب في انتخابات عام 2018، أشار الديمقراطيون في مجلس النواب إلى نيتهم استخدام سلطتهم الجديدة للمطالبة بإقرارات ترمب الضريبية في الكونجرس الجديد، الذي انعقد في يناير 2019. في شهر أبريل في 3 فبراير 2019، طلب رئيس لجنة الوسائل والطرق بمجلس النواب الأمريكي، النائب ريتشارد نيل، رسميًا من مفوض مصلحة الضرائب تشارلز ريتيغ تقديم ست سنوات (من 2013 إلى 2018) من الإقرارات الضريبية لترمب. وقد حدد الطلب، الذي جاء في رسالة، مهلة نهائية مدتها سبعة أيام. وكتب نيل مرة أخرى إلى ريتيغ في 13 أبريل، محددًا موعدًا نهائيًا ثانيًا في 23 أبريل، وكتب أن الفشل في تلبية الموعد النهائي "سيفسر على أنه إنكار".
بموجب قانون الضرائب الفيدرالي لعام 1924، § 6103 من العنوان 26 من قانون الولايات المتحدة، يجوز للكونغرس أن يطلب نسخًا من الإقرارات الضريبية لأي شخص. إن وزير الخزانة ملزم قانونًا بتقديم الإقرارات الضريبية، ولا توجد آلية قانونية واضحة لرفض طلب الكونجرس. وكتب المحامي الشخصي لترمب ويليام كونسوفوي رسالة إلى وزارة الخزانة الأمريكية (الوكالة الأم لخدمة الإيرادات الداخلية) في 5 أبريل 2019، مدعيًا أن طلب معلومات ترمب الضريبية "لا يتوافق مع القانون الحاكم" وأن الكونغرس يحاول انتهاك حقوق ترمب بموجب التعديل الأول. خلصت مذكرة قانونية صادرة عن مصلحة الضرائب الأمريكية في عام 2018، والتي أصبح محتواها علنيًا في عام 2019، إلى أن مصلحة الضرائب الأمريكية يجب أن تقدم الإقرارات الضريبية المطلوبة إلى الكونغرس ما لم يستدع ترمب الامتياز التنفيذي، وهو ما يتناقض مع مبرر الإدارة لتحدي الاستدعاء السابق.
أصدر نيل استدعاءً منفصلاً لوزارة الخزانة وخدمة الإيرادات الداخلية للحصول على ست سنوات من الإقرارات الضريبية الشخصية والتجارية لترمب في 10 مايو 2019. وقال نيل إن اللجنة أرادت من السجلات الضريبية تقييم "المدى الذي تقوم به مصلحة الضرائب بمراجعة وتنفيذ القوانين الضريبية الفيدرالية ضد الرئيس". في 30 يوليو 2021، كتب مكتب المستشار القانوني بوزارة العدل رأيًا خلص إلى أن طلب اللجنة كان مشروعًا ويجب على مصلحة الضرائب تقديم المعلومات المطلوبة، ولكن في 4 أغسطس، أبدى الفريق القانوني لترمب رأيه بأن اللجنة يجب أن تتوقف عن التحقيق في شؤون ترمب، بحجة أن "طلبات نيل كانت دائمًا جهدًا شفافًا من قبل حزب سياسي واحد لمضايقة مسؤول من الحزب الآخر لأنهم يكرهون سياساته وخطابه".
قالت لجنة مكونة من ثلاثة قضاة في محكمة استئناف مقاطعة كولومبيا إن طلب نيل كان صالحًا في 9 أغسطس 2022. وقد استأنف ترمب أمام المحكمة بكامل هيئتها، ولكن في 27 أكتوبر/تشرين الأول، رفضت المحكمة طلبه بإعادة جلسة الاستماع. في 31 أكتوبر، استأنف ترمب أمام المحكمة العليا. وفي الأول من نوفمبر، أصدر رئيس المحكمة العليا جون روبرتس أمرًا بوقف مؤقت للقضية، مما أعطى المحكمة العليا مهلة حتى العاشر من نوفمبر للنظر في المسألة. في 22 نوفمبر/تشرين الثاني، قضت المحكمة العليا بأن مصلحة الضرائب يمكنها إصدار الإقرارات الضريبية إلى لجنة الوسائل والطرق التابعة لمجلس النواب. في 30 نوفمبر، أرسلت وزارة الخزانة ست سنوات من الإقرارات الضريبية إلى اللجنة.
صوتت لجنة الوسائل والطرق في مجلس النواب على نشر الإقرارات الضريبية لترمب علنًا في 20 ديسمبر 2022، في اليوم نفسه، نشرت اللجنة تقريرًا وجد أن مصلحة الضرائب لم تبدأ عمليات التدقيق على الإقرارات الضريبية لترمب لعام 2017 حتى عام 2019، وأن عملية تدقيق إلزامية واحدة فقط بدأت ولم تكتمل أي منها خلال السنوات الأربع التي قضاها ترمب في منصبه. أصدرت اللجنة الإقرارات في 30 ديسمبر، بعد تنقيحها لحماية المعلومات الشخصية الحساسة.

### لجنة الرقابة والإصلاح بمجلس النواب
أصدر رئيس لجنة الرقابة والإصلاح في مجلس النواب في 15 أبريل 2019، النائب إيليجاه كامينغز، استدعاءً لشركة المحاسبة Mazars USA، LLP، طالبًا سجلات ضريبية و"وثائق مالية أخرى تتعلق بالرئيس وشركاته تغطي سنوات قبل وأثناء رئاسته". حدد كامينغز أربعة مجالات تهدف اللجنة إلى التحقيق فيها من خلال الاستدعاء: (1) ما إذا كان ترمب "قد انخرط في سلوك غير قانوني قبل وأثناء توليه منصبه"؛ (2) ما إذا كان ترمب "لديه تعارض مصالح غير معلن قد يضعف قدرته على اتخاذ قرارات سياسية محايدة"؛ (3) ما إذا كان ترمب يمتثل لبند الأجور الأجنبية وبند الأجور المحلية في الدستور؛ و(4) ما إذا كان ترمب "قد أبلغ بدقة عن شؤونه المالية إلى مكتب أخلاقيات الحكومة والكيانات الفيدرالية الأخرى".
في 3 مارس 2021، أعادت رئيسة اللجنة الجديدة، النائبة كارولين مالوني، إصدار الاستدعاء ضد شركة Mazars USA بعد انتهاء الاستدعاء الأولي للحصول على السجلات المالية، المتعلقة بالتحقيق في ترمب، في نهاية الدورة 166 للكونغرس.
توصل ترمب واللجنة في 12 سبتمبر 2022 إلى تسوية دعوى مدنية بشأن معلومات من عام 2014 إلى عام 2018. وفي غضون أيام قليلة، بدأت شركة Mazars في تقديم السجلات المالية لترمب إلى اللجنة.

### عدم الامتثال
رفضت إدارة ترمب الامتثال لأوامر الاستدعاء. في 6 مايو 2019، وبعد أسابيع من التأخير، أرسل وزير الخزانة ستيفن منوشين خطابًا إلى رئيس لجنة الوسائل والطرق في مجلس النواب نيل، مؤكدًا أن الاستدعاء يفتقر إلى "غرض تشريعي مشروع" وأن "الوزارة قد لا تلبي طلب اللجنة بشكل قانوني"، على الرغم من أن مصلحة الضرائب أصدرت الإقرارات الضريبية لريتشارد نيكسون في نفس اليوم الذي طلبها فيه الكونغرس في عام 1973. أصدرت وزارة العدل التابعة لإدارة ترمب، من خلال مذكرة كتبها رئيس مكتب المستشار القانوني ستيفن إنجل، رأيًا يؤيد رفض منوشين الكشف عن الإقرارات الضريبية لترمب. وقد أدى هذا إلى اندلاع معركة قانونية بين الإدارة والكونغرس. وانتقد نيل موقف الإدارة، قائلاً إن اعتراضاتها "تفتقر إلى الجدارة" و"إن السابقة القضائية تقضي بعدم إمكانية استخدام أي من المخاوف التي أثيرت بشكل مشروع لرفض طلب اللجنة".
قال ميك مولفاني في 7 أبريل 2019، القائم بأعمال رئيس موظفي البيت الأبيض، إن الإقرارات الضريبية لترمب "لن يكشف عنها أبدًا". وزعم ترمب ومولفاني أن الناخبين ليس لديهم أي اهتمام بالإقرارات الضريبية لترمب وأن القضية كانت "مُتنازع عليها" عندما انتُخب ترمب.
في أبريل 2019، قال مستشار لترمب تحدث شريطة عدم الكشف عن هويته لقناة فوكس نيوز إن ترمب سأل مساعديه مرارًا وتكرارًا عن حالة الطلب المقدم من الكونغرس، وسأل أيضًا عن "ولاء" كبار المسؤولين في مصلحة الضرائب. مايكل جيه ديزموند الذي عينه ترمب، والذي بصفته المستشار الرئيسي لمصلحة الضرائب ومساعد المستشار العام في وزارة الخزانة مسؤول عن تقديم المشورة القانونية لمفوض مصلحة الضرائب، عمل سابقًا كمستشار ضريبي لمنظمة ترمب وعمل أيضًا جنبًا إلى جنب مع اثنين من المستشارين الضريبيين الآخرين لفترة طويلة لمنظمة ترمب. وفقًا لصحيفة نيويورك تايمز، في 5 فبراير 2019، طلب ترمب من زعيم الأغلبية في مجلس الشيوخ ميتش ماكونيل تسريع تأكيد ديزموند وأشار إلى أن تأكيد ديزموند كان له أولوية أعلى بالنسبة له من تأكيد ويليام بار لمنصب النائب العام.
وفي أبريل/نيسان 2019 أيضًا، قال ترمب والمتحدثة باسم البيت الأبيض سارة ساندرز إنه لن ينشر إقراراته الضريبية أثناء خضوعها للتدقيق، على الرغم من عدم وجود ما يمنع أي شخص من نشر إقراراته الضريبية التي تخضع للتدقيق، وهي حقيقة أكدها مفوض مصلحة الضرائب ريتيغ. كما أبدت ساندرز رأيها بأن الكونغرس ليس "ذكيًا بما يكفي" لفحص الإقرارات الضريبية لترمب، على الرغم من أن عشرة أعضاء في الكونغرس هم محاسبون، بما في ذلك ثلاثة محاسبين عامين معتمدين.
صرح ترمب بشكل غير صحيح في 10 أبريل 2019، بأنه "لا يوجد قانون على الإطلاق" يلزمه بتقديم إقراراته الضريبية إلى الكونجرس. في حين لا يوجد قانون يلزم الرؤساء بنشر إقراراتهم الضريبية، فإن القانون الفيدرالي لقسم 6103 (f) من قانون مصلحة الضرائب الداخلية يخول الكونغرس النظر في الإقرارات الضريبية لأي شخص "أثناء الجلوس في جلسة تنفيذية مغلقة" (على الرغم من أن دافعي الضرائب يمكنهم رفض مشاركة معلوماتهم التعريفية خارج تلك الجلسة).
في 7 مايو 2019، كشفت صحيفة نيويورك تايمز أنها حصلت على معلومات حول الإقرارات الضريبية لترمب والتي أظهرت خسائر تجارية تزيد عن مليار دولار مع وجود عقد كامل من الزمن في المنطقة الحمراء.

### التدخل في عمليات التدقيق في مصلحة الضرائب
قدم مسؤول محترف في مصلحة الضرائب شكوى إلى لجنة الوسائل والطرق بمجلس النواب في 29 يوليو 2019، ولجنة المالية بمجلس الشيوخ ، والمفتش العام لوزارة الخزانة لإدارة الضرائب ، مشيرًا إلى أن مسؤولًا واحدًا على الأقل في وزارة الخزانة تدخل بشكل غير لائق في عملية التدقيق على الإقرارات الضريبية للرئيس ونائب الرئيس، والتي تتم سنويًا وفقًا لسياسة مصلحة الضرائب. وقد أثار احتمال تدخل المعينين السياسيين في عمليات التدقيق التي يجريها موظفو الخدمة المدنية المهنيون قلق المسؤولين السابقين في مصلحة الضرائب والخبراء القانونيين. وبسبب القوانين الصارمة فيما يتعلق بالإفصاح عن المعلومات الضريبية، لم يكشف عن تفاصيل الشكوى للعامة. ومع ذلك، قال النائب ريتشارد نيل، رئيس لجنة الوسائل والطرق في مجلس النواب، في سبتمبر/أيلول 2019، إنه كان يتشاور مع مستشار قانوني بشأن ما إذا كان من الممكن نشر شكوى المبلغ عن المخالفات علنًا.
وقد أشار نيل وديمقراطيون آخرون في مجلس النواب إلى تقرير المبلغ عن المخالفات في الدعوى الفيدرالية المتعلقة برفض ترمب الامتثال لاستدعاء لجنة الوسائل والطرق في مجلس النواب للحصول على الإقرارات الضريبية؛ وفي ملف، كتب نيل أن شكوى المبلغ عن المخالفات تقدم أدلة موثوقة على جهود غير مناسبة محتملة للتأثير على "برنامج التدقيق الإلزامي" وتثير "مخاوف خطيرة وعاجلة"، وبالتالي تعزيز قضية اللجنة للحصول على الإقرارات الضريبية.

## الدعاوى القضائية

### لجنة الوسائل والطرق ضد وزارة الخزانة الأمريكية وترمب
في 17 مايو 2019، رفض وزير الخزانة ستيفن منوشين مرة أخرى تسليم السجلات التي طلبتها لجنة الوسائل والطرق بمجلس النواب. استند رفض مصلحة الضرائب الأمريكية تقديم السجلات المطلوبة إلى رأي مكتب المستشار القانوني ستيفن إنجل بتاريخ يونيو 2019 والذي زعم أن مجلس النواب يفتقر إلى "غرض تشريعي مشروع" يبرر تلقي المعلومات.
في 2 يوليو 2019، رفعت اللجنة دعوى قضائية ضد منوشين ومفوض مصلحة الضرائب تشارلز ريتيج لتنفيذ الاستدعاء والحصول على ست سنوات من الإقرارات الضريبية لترمب. اتخذ إجراء، في المحكمة الجزئية الأمريكية لمقاطعة كولومبيا أمام القاضي تريفور ماكفادن، وفقًا لقانون الإيرادات الداخلية القسم 6103 (ف) الذي ينص على أن وزارة الخزانة "يجب أن تقدم" أي إقرار ضريبي مطلوب كتابيًا من قبل لجنة الوسائل والطرق. تمت إضافة ترمب إلى القضية كمتدخل. في سبتمبر 2019، قدمت مجموعة من ستة مستشارين عامين سابقين في مجلس النواب مذكرة صديقة للمحكمة في القضية، وحثت المحكمة على رفض ادعاءات ترمب بأن مجلس النواب يفتقر إلى الصفة اللازمة لرفع القضية. في يناير 2020، أوقف القاضي الإجراءات في القضية، في انتظار حل قضية In re McGahn من محكمة الاستئناف الأمريكية لدائرة مقاطعة كولومبيا.
في 4 مارس 2021، طلبت وزارة العدل، ممثلة وزارة الخزانة، شهرًا إضافيًا لتحديد ردها على طلب اللجنة بشأن الإقرارات الضريبية لترمب. ومنح القاضي ماكفادن الحكومة مزيدًا من الوقت وأمر الأطراف بتقديم تقرير حالة في 31 مارس. في 30 يوليو/تموز، كتبت مساعدة المدعي العام بالوكالة لمكتب المستشار القانوني، دون جونسون، رأيًا ينص على أن وزارة الخزانة يجب أن تسلم الإقرارات الضريبية لترمب إلى اللجنة، مشيرة إلى أن اللجنة "استشهدت بأسباب كافية" لطلب المعلومات الضريبية، مما يعكس رأي إنجل في يونيو/حزيران 2019. كتب جونسون أن رأي إنجل "فشل في منح اللجنة الاحترام الواجب لفرع منسق من الحكومة". في 4 أغسطس، تدخل فريق ترمب القانوني في القضية في محاولة لإنهاء تحقيقات اللجنة في شؤون ترمب، بحجة أن إقراراته الضريبية لا تزال "موضوعًا لفحوصات مستمرة من قبل مصلحة الضرائب"، وأنه يجب منعها منعاً دائماً من الإفصاح عنها، ويجب تعويض النفقات القانونية لترمب في هذه المسألة.
في ديسمبر/كانون الأول 2021، رفض القاضي ماكفادن القضية، مما سمح بإصدار الإقرارات للجنة، مشيرا إلى أن ترمب "أخطأ في القانون" وأن الكونجرس يستحق "احتراما كبيرا" في تحقيقاته. وقد منح ماكفادن مهلة 14 يومًا لإصدار الإقرارات للسماح للأطراف بالتفاوض على شروط الإصدار، أو لترمب بالاستئناف أمام محكمة استئناف دائرة العاصمة واشنطن. وفي نهاية المطاف، استئنف القرار أمام المحكمة العليا؛ وأدى حكمها الصادر في نوفمبر/تشرين الثاني 2022 إلى إصدار السجلات إلى اللجنة، التي أصدرت بعد ذلك الإقرارات علنًا في 30 ديسمبر/كانون الأول في يناير 2023، أسقط ترمب نزاعه مع الكونغرس في ملف مشترك مع لجنة تابعة لمجلس النواب، قائلاً إن القيادة الجمهورية الجديدة "ليس لديها أي مصلحة" في الإقرارات.

## محتويات الإرجاعات
حصلت صحيفة نيويورك تايمز في عام 2019 على معلومات جزئية من نصوص نموذج 1040 الخاص بترمب لدى مصلحة الضرائب الداخلية (نموذج الضريبة الفيدرالية الشخصية الرئيسي) من عام 1985 إلى عام 1994، وكشفت أن ترمب خسر خلال ذلك الوقت 1.17 مليار دولار أميركي - وهو أكبر مبلغ يدفعه أي دافع ضرائب أميركي تقريباً - من الواضح أنه كان يهدف إلى تجنب المسؤولية الضريبية في ثماني من تلك السنوات. وقد أقر ترمب بالمزايا الضريبية المتأصلة في قطاع العقارات، مثل الإعفاءات الضريبية الكبيرة الناجمة عن استخدام إهلاك الممتلكات لتوليد الخسائر وتقليل الالتزامات الضريبية، والتي "لا يمكن أن تفسر مئات الملايين من الدولارات من الخسائر" وفقًا لصحيفة نيويورك تايمز.

## ردود الفعل

### احتجاجات مسيرة الضرائب
عرضت عريضة عبر الإنترنت على بعنوان "نحن الشعب" على موقع البيت الأبيض في يناير 2017، تدعو إلى الإفصاح عن الإقرارات الضريبية لترمب. حصلت العريضة على أكثر من مليون توقيع، لتصبح العريضة الأكثر توقيعا على موقع البيت الأبيض. ومع ذلك، لم يقدم البيت الأبيض أي رد رسمي على العريضة حتى أبريل/نيسان 2017. ثم قالت المتحدثة باسم ترمب كيليان كونواي إن "رد البيت الأبيض هو أنه لن ينشر الإقرارات الضريبية" وأن "الناس لم يهتموا" بالإقرارات الضريبية لترمب. ردًا على ذلك، خططت جينيفر تاوب وآخرون لمسيرة الضرائب في 15 أبريل 2017 (يوم الضرائب) للمطالبة بإصدار ترمب لإقراراته الضريبية؛ وسار عشرات الآلاف من الناس في نيويورك وعشرات المدن في جميع أنحاء البلاد.

### قانون الانتخابات التمهيدية في كاليفورنيا
في 30 يوليو 2019، وقع حاكم ولاية كاليفورنيا جافين نيوسوم على قانون الشفافية والمساءلة الضريبية الرئاسية (SB 27)، وهو قانون يتطلب من المرشحين لمنصب الرئيس وحاكم ولاية كاليفورنيا، كشرط للحصول على حق الوصول إلى بطاقات الاقتراع في كاليفورنيا، إصدار أحدث خمس سنوات من إقراراتهم الضريبية الفيدرالية قبل 98 يومًا على الأقل من الانتخابات التمهيدية (والتي ستكون في 26 نوفمبر 2019، للانتخابات التمهيدية لعام 2020، حيث أن الانتخابات التمهيدية في كاليفورنيا في 3 مارس 2020).
رفع ترمب على الفور دعوى قضائية ضد ولاية كاليفورنيا، سعياً لمنع تنفيذ القانون، مؤكداً أن القانون غير دستوري. في 19 سبتمبر 2019، أصدر قاضي المحكمة الجزئية الأمريكية موريسون سي إنجلاند أمرًا قضائيًا مؤقتًا يمنع القانون من الدخول حيز التنفيذ. استأنفت كاليفورنيا؛ قال وزير خارجية كاليفورنيا أليكس باديا: "إن قادتنا المنتخبين ملزمون قانونيًا وأخلاقيًا بالشفافية مع الناخبين بشأن تضارب المصالح المحتمل. هذا القانون أساسي للحفاظ على الديمقراطية الأمريكية وحمايتها". في ديسمبر 2019، رفضت محكمة الاستئناف الأمريكية للدائرة التاسعة استئناف كاليفورنيا لقرار المحكمة الجزئية الفيدرالية باعتباره غير ذي جدوى، في ضوء قرار المحكمة العليا في كاليفورنيا (انظر أدناه).
طعن في القانون منفصلاً في محكمة الولاية، وفي نوفمبر 2019، أبطلت المحكمة العليا في كاليفورنيا القانون بالإجماع، مما يعني أن ترمب لم يكن مضطرًا إلى الكشف عن إقراراته الضريبية للدخول في الاقتراع الأولي في كاليفورنيا في عام 2020. وكتبت رئيسة المحكمة العليا تاني جور كانتيل ساكاوي أن "الهيئة التشريعية قد تكون على حق في أن الإقرارات الضريبية لدخل المرشح الرئاسي قد تزود الناخبين في كاليفورنيا بمعلومات مهمة"، ولكن شرط الإفصاح عن الإقرارات يتعارض مع "مواصفات دستور كاليفورنيا للتصويت التمهيدي الرئاسي المفتوح الشامل".

### قانون الثقة في ولاية نيويورك
أقر مجلس شيوخ ولاية نيويورك قانون الثقة في مايو 2019، والذي من شأنه تعديل قانون الولاية للسماح لمفوض إدارة الضرائب والمالية بالولاية بالإفصاح عن أي إقرار ضريبي للولاية يطلبه قادة لجنة الوسائل والطرق بمجلس النواب، أو لجنة المالية بمجلس الشيوخ أو اللجنة المشتركة للضرائب لأي "غرض تشريعي محدد ومشروع". وافقت جمعية ولاية نيويورك على مشروع القانون في 22 مايو، وأرسلته إلى الحاكم. في 8 يوليو وقع الحاكم أندرو كومو على مشروع القانون.
رفع ترمب دعوى قضائية ضد الولاية ولجنة الوسائل والطرق في مجلس النواب بعد خمسة عشر يومًا لمنع إصدار الإقرارات الضريبية. في نوفمبر 2019، رفضت دعوى ترمب على أساس الاختصاص الشخصي.

## الملحوظات
1. ↑  There is no law requiring public disclosure of tax information for presidents or presidential candidates, but all major-party candidates and all presidents have done so since ريتشارد نيكسون's underpayment of taxes was revealed in a leak.[5][6][7]
2. ↑  Under the Revenue Act of 1924 (a response to the فضيحة تي بوت دوم), the chair of the Ways and Means Committee has the right to obtain the tax records of any taxpayer.[8]
3. ↑  It is IRS policy, but not law, to annually audit tax returns of presidents and vice presidents.[22]
4. ↑  The California Supreme Court ruled that this law violated the state's constitution.[33]
5. ↑  Trump said he had been audited for a consecutive "twelve years or something like that"; it is rare for a taxpayer to be audited for several consecutive years.[42] In 2016, Trump's tax attorneys stated that Trump has been under audit since 2002. However, in 2011, 2014, and 2015, Trump made offers to release his tax returns, presumably while he was still under audit.[1]
6. ↑  Some tax lawyers advise clients under IRS audit not to release tax returns for tactical reasons, to avoid "مصدر جماهيري the audit."[44][45] In contrast, economist بول كروغمان argued that Trump should be more willing to reveal his tax information if he were already under audit, as the reveal might have triggered an audit if there was not one.[46]

## قراءة إضافية
- "IRS Audit of Trump Could Cost Former President More Than $100 Million" (May 11, 2024) by ProPublica

## روابط خارجية
- Donald J. Trump full tax filings, 2015-2020 (1.2 GB)
- Donald J. Trump form 1040 only, 2015-2020
- House Committee on Ways and Means (20 ديسمبر 2022). "Report on the Internal Revenue Service's Mandatory Audit Program Under the Prior Administration (2017-2020)" (PDF). مؤرشف من الأصل (PDF) في 2023-01-03.